# Villadin
Villadin est une commune française, située dans le département de l'Aube en région Grand Est. Villadin est un village ou la poterie a une réputation très ancienne. Ses habitants sont surnommés les Cruchons.

## Géographie

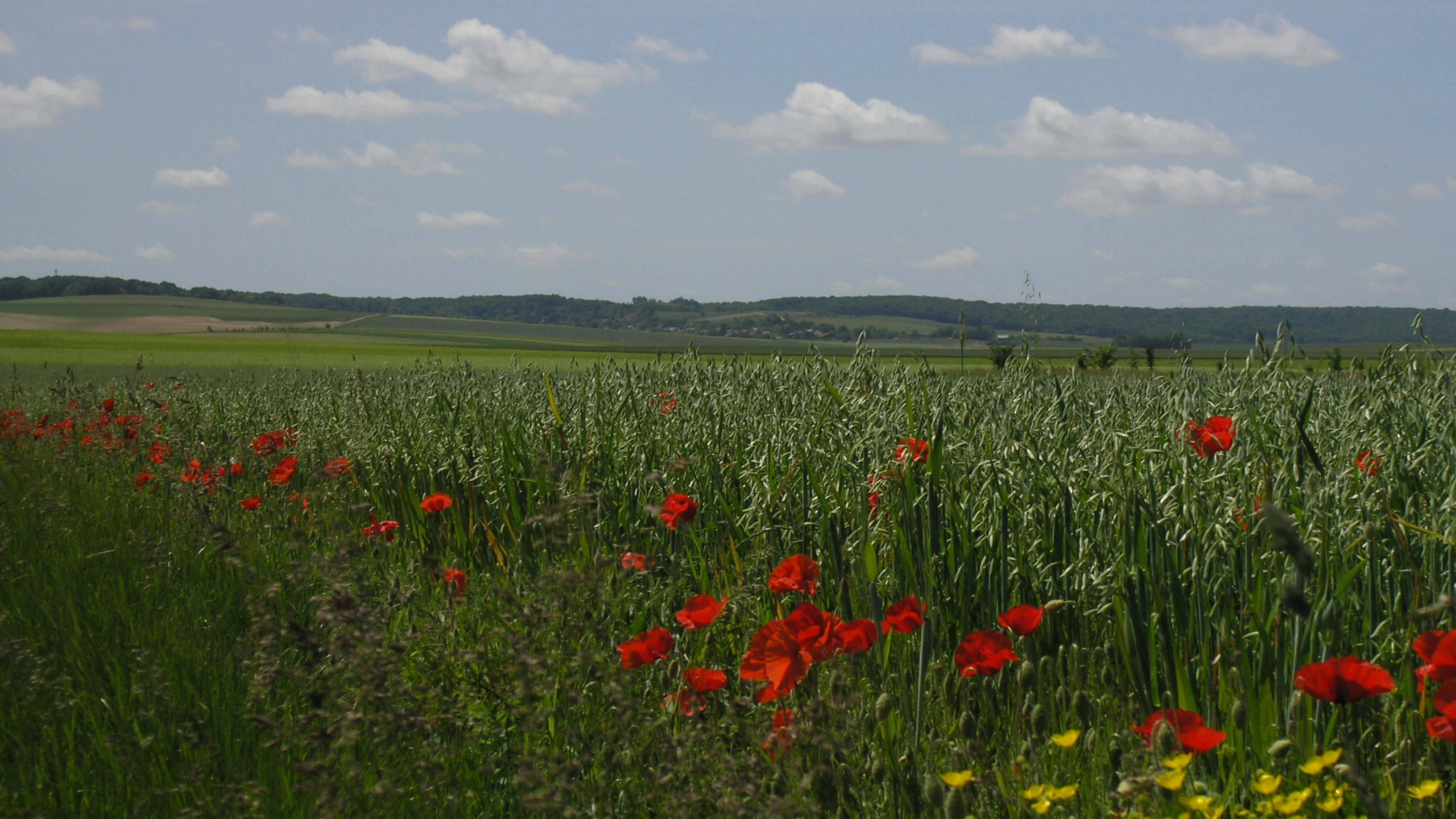
Vue champêtre avec en arrière plan Villadin enchâssé dans ses collines.

Le village est bâti sur le flanc d’une colline boisée culminant à 272 m et qui marque la limite entre la plaine champenoise et le Pays d'Othe. On y trouve des paysages variés, culture céréalière, coteaux autrefois couverts de vignes, vallons, bois de pins et forêt de feuillus, qui ne manquent pas de pittoresque.

### Communes limitrophes
|                   | Saint-Lupien        |                |
| Marcilly-le-Hayer | Villadin            | Faux-Villecerf |
|                   | Aix-Villemaur-Pâlis |                |

### Hydrographie
La commune est dans la région hydrographique « la Seine de sa source au confluent de l'Oise (exclu) » au sein du bassin Seine-Normandie. Elle n'est drainée par aucun cours d'eau,.

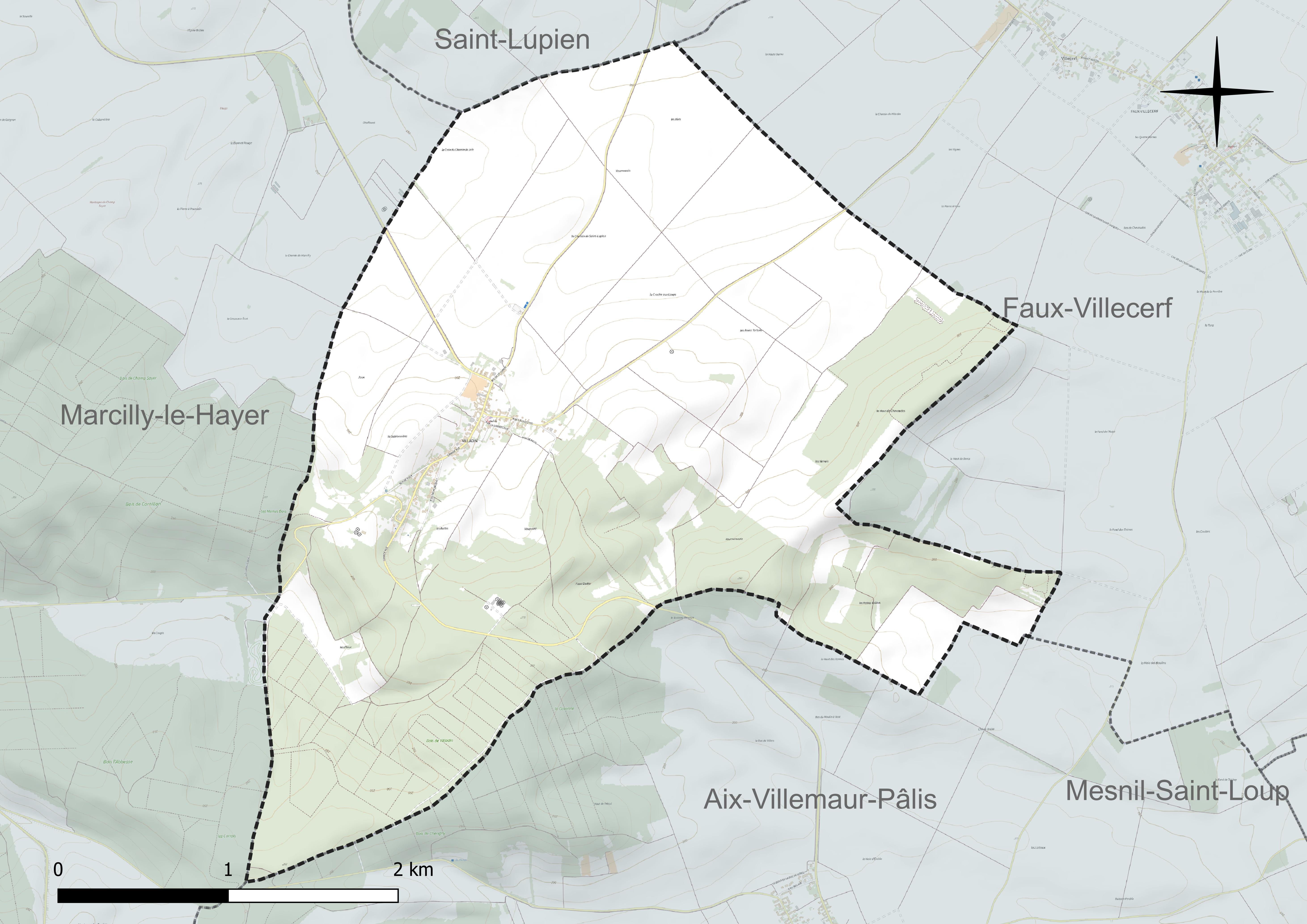
Réseau hydrographique de Villadin.

### Climat
Pour des articles plus généraux, voir Climat du Grand Est et Climat de l'Aube.
En 2010, le climat de la commune est de type climat océanique dégradé des plaines du Centre et du Nord, selon une étude du Centre national de la recherche scientifique s'appuyant sur une série de données couvrant la période 1971-2000. En 2020, Météo-France publie une typologie des climats de la France métropolitaine dans laquelle la commune est exposée à un climat océanique altéré et est dans la région climatique  Nord-est du bassin Parisien, caractérisée par un ensoleillement médiocre, une pluviométrie moyenne régulièrement répartie au cours de l’année et un hiver froid (3 °C). 
Pour la période 1971-2000, la température annuelle moyenne est de 10,4 °C, avec une amplitude thermique annuelle de 15,6 °C. Le cumul annuel moyen de précipitations est de 781 mm, avec 12,2 jours de précipitations en janvier et 7,6 jours en juillet. Pour la période 1991-2020, la température moyenne annuelle observée sur la station météorologique de Météo-France la plus proche, « Bouy-sur-Orvin », sur la commune de Bouy-sur-Orvin à 17 km à vol d'oiseau, est de 11,4 °C et le cumul annuel moyen de précipitations est de 635,9 mm. 
La température maximale relevée sur cette station est de 42,4 °C, atteinte le 25 juillet 2019 ; la température minimale est de −20,5 °C, atteinte le 17 janvier 1985,,. 
Les paramètres climatiques de la commune ont été estimés pour le milieu du siècle (2041-2070) selon différents scénarios d'émission de gaz à effet de serre à partir des nouvelles projections climatiques de référence DRIAS-2020. Ils sont consultables sur un site dédié publié par Météo-France en novembre 2022.

## Urbanisme

### Typologie
Au 1er janvier 2024, Villadin est catégorisée commune rurale à habitat dispersé, selon la nouvelle grille communale de densité à 7 niveaux définie par l'Insee en 2022.
Elle est située hors unité urbaine. Par ailleurs la commune fait partie de l'aire d'attraction de Troyes, dont elle est une commune de la couronne,. Cette aire, qui regroupe 209 communes, est catégorisée dans les aires de 200 000 à moins de 700 000 habitants,.

### Occupation des sols
L'occupation des sols de la commune, telle qu'elle ressort de la base de données européenne d’occupation biophysique des sols Corine Land Cover (CLC), est marquée par l'importance des territoires agricoles (59,8 % en 2018), une proportion identique à celle de 1990 (59,8 %). La répartition détaillée en 2018 est la suivante : 
terres arables (56,5 %), forêts (38,2 %), zones agricoles hétérogènes (3,2 %), zones urbanisées (2,1 %). L'évolution de l’occupation des sols de la commune et de ses infrastructures peut être observée sur les différentes représentations cartographiques du territoire : la carte de Cassini (XVIIIe siècle), la carte d'état-major (1820-1866) et les cartes ou photos aériennes de l'IGN pour la période actuelle (1950 à aujourd'hui).

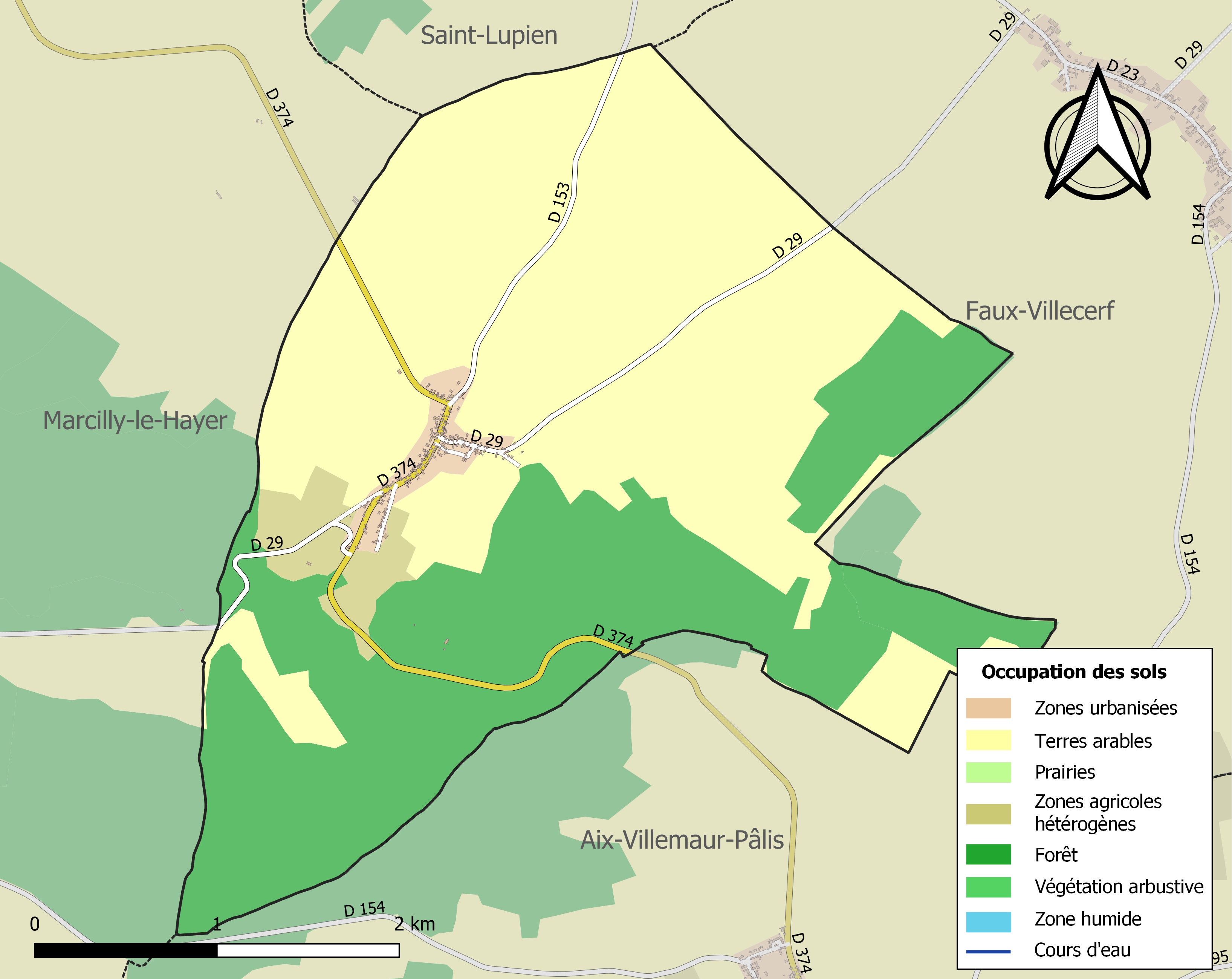
Carte des infrastructures et de l'occupation des sols de la commune en 2018 (CLC).

## Histoire
Les origines
La première mention écrite connue du village ne date que du XIIIe siècle mais le site était déjà habité à l’époque néolithique comme en témoignent les nombreux vestiges découverts sur le finage ou les environs immédiats : haches de pierre plus ou moins polies, couteaux et pointes de flèches en silex, un polissoir à quinze rainures, un dolmen renfermant un cadavre détruit en 1854.
De l’époque celtique, il reste un important dépôt de scories témoignant d’une intense activité métallurgique exploitant le minerai de fer local aux lieudits la Ferrière et Mâchefer. De la fin de l’époque gallo-romaine date une importante nécropole mise au jour en 1842 sur le chantier de l’actuelle D 374 : trente tombes contenant des vases funéraires et autres céramiques ainsi que des clous et crochets rouillés.
Le Moyen Âge
Le premier nom du village est Viler Adam mentionné en 1264 dans une charte de l’abbaye de Sellières. Le nom évoque un petit domaine agricole fondé par un certain Adam, probablement vers le XIIe siècle.
Il semble que Villadin ait  d'abord eu des seigneurs laïques. En 1310, on trouve la famille de Ferreux qui cède indirectemenr ses droits à l'abbaye Notre-Dame aux Nonnains de Troyes puis en 1342 le fief est tenu par le prieuré Notre-Dame de Pont-sur-Seine, filiale de l’abbaye de Cormery en Touraine, qui le conservera jusqu’à la Révolution. La maison seigneuriale se situait face à l’église où se dresse aujourd’hui une imposante demeure construite au XVIIIe siècle que tout le monde appelle le Château. En 1308, le curé de Villadin est le principal témoin à charge dans le procès de Guichard, évêque de Troyes accusé d’avoir fait mourir par ensorcellement la reine Jeanne de Navarre et tenté d’empoisonner le prince héritier Louis le Hutin.
Au Moyen Âge existait à l’est du village le hameau de Verrois ou Verrault détruit pendant la guerre de Cent-ans.
Le pays des Cruches
Villadin est connu dans la région comme étant le pays des Cruches et ses habitants portent allègrement le sobriquet de Cruchons. La présence sur place de gisements d’argiles de diverses qualités a permis le développement d’un important artisanat de poterie qui a perduré jusqu’en 1885. Le premier potier connu est Jaquin qui en 1399-1400 livrait à l’évêque de Troyes dans son château d’Aix-en-Othe des pots vernissés et des tuyaux en terre cuite pour alimenter sa fontaine.
Au milieu du XVIe siècle, il y avait neuf potiers à Villadin et en 1788, on en comptait vingt. En 1992, un four daté du règne d’Henri IV a été découvert au centre du village. 
La poterie de Villadin était essentiellement une poterie de bouche de faible valeur : pots, cruches, gourdes, égouttoirs à fromages, casseroles à queue droite etc. Elle a fait la renommée de la localité mais il n’en reste pratiquement rien. Par contre, il subsiste ici et là des épis de toiture, soit toujours en place, soit conservés chez des particuliers ou des musées (Troyes, Laduz, Laval, MUCEM de Marseille). Nous en avons recensé plus de 150. La plupart, en faïence verte, datent du  XVIIIe siècle et représentent des pots à anses ou à boutons, des oiseaux mais aussi des personnages en tricorne saluant les passants de la main droite. Plus tard seront façonnés des soldats portant un fusil, en bicorne puis en shako.  
Les tuileries
L’argile locale et d’importantes ressources en bois ont permis également le développement d’une importante activité de tuilerie-briqueterie sur la colline qui domine la commune. Vers 1850, cinq tuileries employant une trentaine de personnes produisaient annuellement deux millions de marchandises de toutes sortes, tuiles, briques, corbeaux, carreaux, qui se vendaient dans un rayon de 30 km. Si on ajoute les 54 bonnetiers-paysans travaillant à façon pour des négociants de Troyes, on comprend que Villadin ait pu compter jusqu’à 523 habitants en 1866 contre 142 actuellement.
Le chemin de fer en projet
Au début du XXe siècle le Conseil général lança la construction d'un chemin de fer électrique à voie métrique reliant Romilly à Troyes en passant par Villadin et le Pays d'Othe. Les travaux furent arrêtés en 1914 par la guerre. A Villadin il en reste des traces de terrassement et le lieudit La Ligne qui servit longtemps de décharge municipale.
Aujourd’hui la principale ressource de la commune est sa forêt. Le seul commerce de la localité est la boutique Nature et Paysans qui vend des produits bio, y compris du pain cuit dans un four à bois du XIXe siècle.

## Politique et administration
| Période                                  | Période  | Identité                                        | Étiquette | Qualité  |
| ---------------------------------------- | -------- | ----------------------------------------------- | --------- | -------- |
| mars 2001                                | 2014     | Michel Gromard                                  |           |          |
| mars 2014                                | En cours | Claude Tenneguin Réélu pour le mandat 2020-2026 | SE        | Retraité |
| Les données manquantes sont à compléter. |          |                                                 |           |          |

## Démographie

### Évolution démographique
L'évolution du nombre d'habitants est connue à travers les recensements de la population effectués dans la commune depuis 1793. Pour les communes de moins de 10 000 habitants, une enquête de recensement portant sur toute la population est réalisée tous les cinq ans, les populations de référence des années intermédiaires étant quant à elles estimées par interpolation ou extrapolation. Pour la commune, le premier recensement exhaustif entrant dans le cadre du nouveau dispositif a été réalisé en 2004.

En 2022, la commune comptait 105 habitants, en évolution de −8,7 % par rapport à 2016 (Aube : +0,7 %, France hors Mayotte : +2,11 %).
| 1793 | 1800 | 1806 | 1821 | 1831 | 1836 | 1841 | 1846 | 1851 |
| ---- | ---- | ---- | ---- | ---- | ---- | ---- | ---- | ---- |
| 383  | 392  | 389  | 377  | 466  | 488  | 515  | 498  | 478  |

| 1856 | 1861 | 1866 | 1872 | 1876 | 1881 | 1886 | 1891 | 1896 |
| ---- | ---- | ---- | ---- | ---- | ---- | ---- | ---- | ---- |
| 487  | 504  | 523  | 488  | 468  | 450  | 413  | 352  | 336  |

| 1901 | 1906 | 1911 | 1921 | 1926 | 1931 | 1936 | 1946 | 1954 |
| ---- | ---- | ---- | ---- | ---- | ---- | ---- | ---- | ---- |
| 321  | 278  | 255  | 227  | 235  | 236  | 218  | 182  | 177  |

| 1962 | 1968 | 1975 | 1982 | 1990 | 1999 | 2004 | 2006 | 2009 |
| ---- | ---- | ---- | ---- | ---- | ---- | ---- | ---- | ---- |
| 158  | 152  | 123  | 121  | 102  | 134  | 141  | 141  | 128  |

| 2014 | 2019 | 2022 | - | - | - | - | - | - |
| ---- | ---- | ---- | - | - | - | - | - | - |
| 118  | 107  | 105  | - | - | - | - | - | - |

### Pyramide des âges
La population de la commune est relativement âgée.
En 2018, le taux de personnes d'un âge inférieur à 30 ans s'élève à 17,7 %, soit en dessous de la moyenne départementale (35,2 %). À l'inverse, le taux de personnes d'âge supérieur à 60 ans est de 47,7 % la même année, alors qu'il est de 27,7 % au niveau départemental.
En 2018, la commune comptait 59 hommes pour 51 femmes, soit un taux de 53,64 % d'hommes, largement supérieur au taux départemental (48,59 %).
Les pyramides des âges de la commune et du département s'établissent comme suit.
| Hommes | Classe d’âge | Femmes |
| ------ | ------------ | ------ |
| 5,3    | 90 ou +      | 8,0    |
| 15,8   | 75-89 ans    | 14,0   |
| 24,6   | 60-74 ans    | 28,0   |
| 21,1   | 45-59 ans    | 22,0   |
| 14,0   | 30-44 ans    | 12,0   |
| 10,5   | 15-29 ans    | 8,0    |
| 8,8    | 0-14 ans     | 8,0    |

| Hommes | Classe d’âge | Femmes |
| ------ | ------------ | ------ |
| 0,8    | 90 ou +      | 2,1    |
| 7,4    | 75-89 ans    | 10,2   |
| 17,4   | 60-74 ans    | 18,4   |
| 19,4   | 45-59 ans    | 19     |
| 17,8   | 30-44 ans    | 17,3   |
| 18,3   | 15-29 ans    | 15,9   |
| 19     | 0-14 ans     | 17,1   |

## Culture locale et patrimoine

### Lieux et monuments
- L’église

L’église paroissiale de la Translation-de-Saint-Martin-et-de-Saint-Maur a été plusieurs fois remaniée. L’abside et le chœur, voûtés en ogives, datent du XVIe siècle. Dans le chœur, un vitrail du XVIe siècle représente l’Arbre de Jessé et un groupe sculpté en pierre polychrome montre saint Martin partageant son manteau. Ces deux œuvres sont classées.
La nef du XIIe siècle est couverte d’une voûte en berceau sous une charpente de chêne construite en 1802. Les fonts baptismaux et le maître-autel, œuvres du sculpteur baralbin Gabriel Chevaldin, sont du XIXe siècle. Le chemin de croix en panneaux peints date de 1863. Quant à la tour-clocher, elle a été construite au XVIIIe siècle avec l'intervention de architecte Claude-Nicolas Ledoux en remplacement d’un clocher-flèche situé au-dessus de la nef qui menaçait ruine.
La chapelle de la Vierge, construite au XVIIIe siècle « au droit de la nef », a été réaménagée en 1860 en l’honneur de Notre-Dame de La Salette, notamment par la pose d’un  nouveau retable de pierre, lui aussi dû à Chevaldin, reléguant la Piéta classée du XVIe siècle sur les marches de l’autel. Le vitrail de La Salette réalisé grâce à une souscription par André Vinum, maître verrier à Troyes, a été posé en 1993.
- Le tertre de La Salette

La Salette est une petite commune de l’Isère où la Vierge Marie serait apparue en pleurs à deux enfants le 19 septembre 1846. L’endroit devient vite un lieu de pèlerinage où se rend en 1859 l’abbé Renault, curé de Villadin, atteint d’une infirmité rebelle à tous les traitements. Il en revient guéri et fait le vœu d’instaurer dans sa paroisse le culte de Notre-Dame de la Salette. Il crée une confrérie dont le but « est de fléchir par l’entremise de la Sainte Vierge la colère du Seigneur irrité par la violation des commandements et des lois de son Église, de prier pour la conversion des pécheurs, de travailler à sa propre sanctification. » Il transforme la chapelle de la Vierge de l’église paroissiale et institue chaque année un exercice spirituel le dimanche qui suit le 19 septembre. Ce « pèlerinage » ne prendra jamais une grande importance et restera strictement local.
Dans les années 1970, l’abbé Lebois, curé de Saint-Lupien desservant Villadin, entreprend de ressusciter le pèlerinage de Villadin tombé quelque peu en léthargie. Le diocèse acquiert un terrain  où il fait dresser trois statues : la Conversation inaugurée le 19 septembre 1971 en présence de plus de 1000 personnes, la Vierge en pleurs en 1974, la Vierge de l'assomption" en 1976.
La première est un tirage en pierre reconstituée d'un modèle créé vers 1898 par le Lyonnais Pierre Vermare, les deux dernières sont l’œuvre d’André Simon, de Mesnil-Saint-Loup.
Chaque année, les pèlerins se rendent en procession de l’église au tertre portant une petite statue en bois de N.-D. de La Salette, œuvre du même sculpteur.

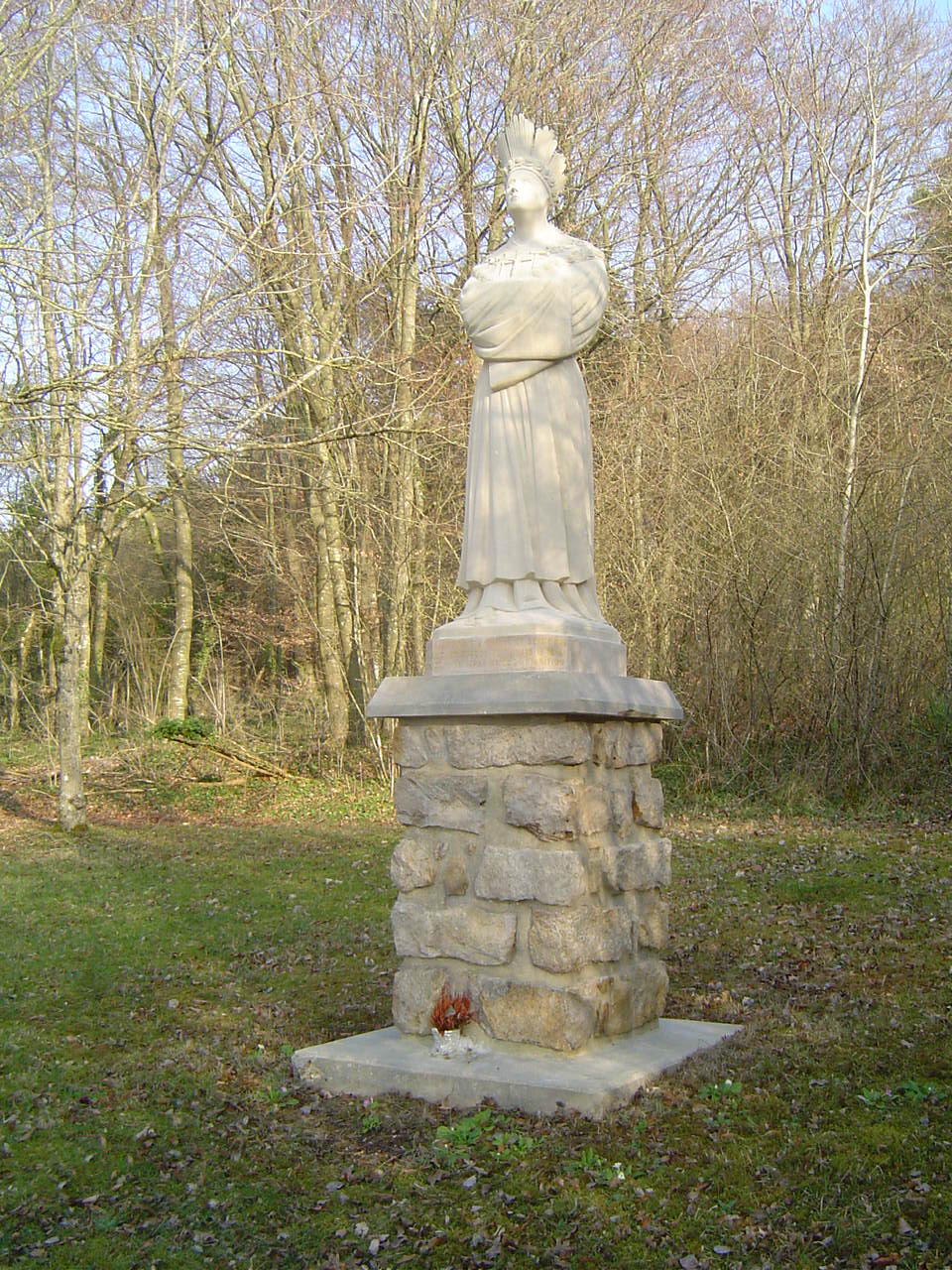
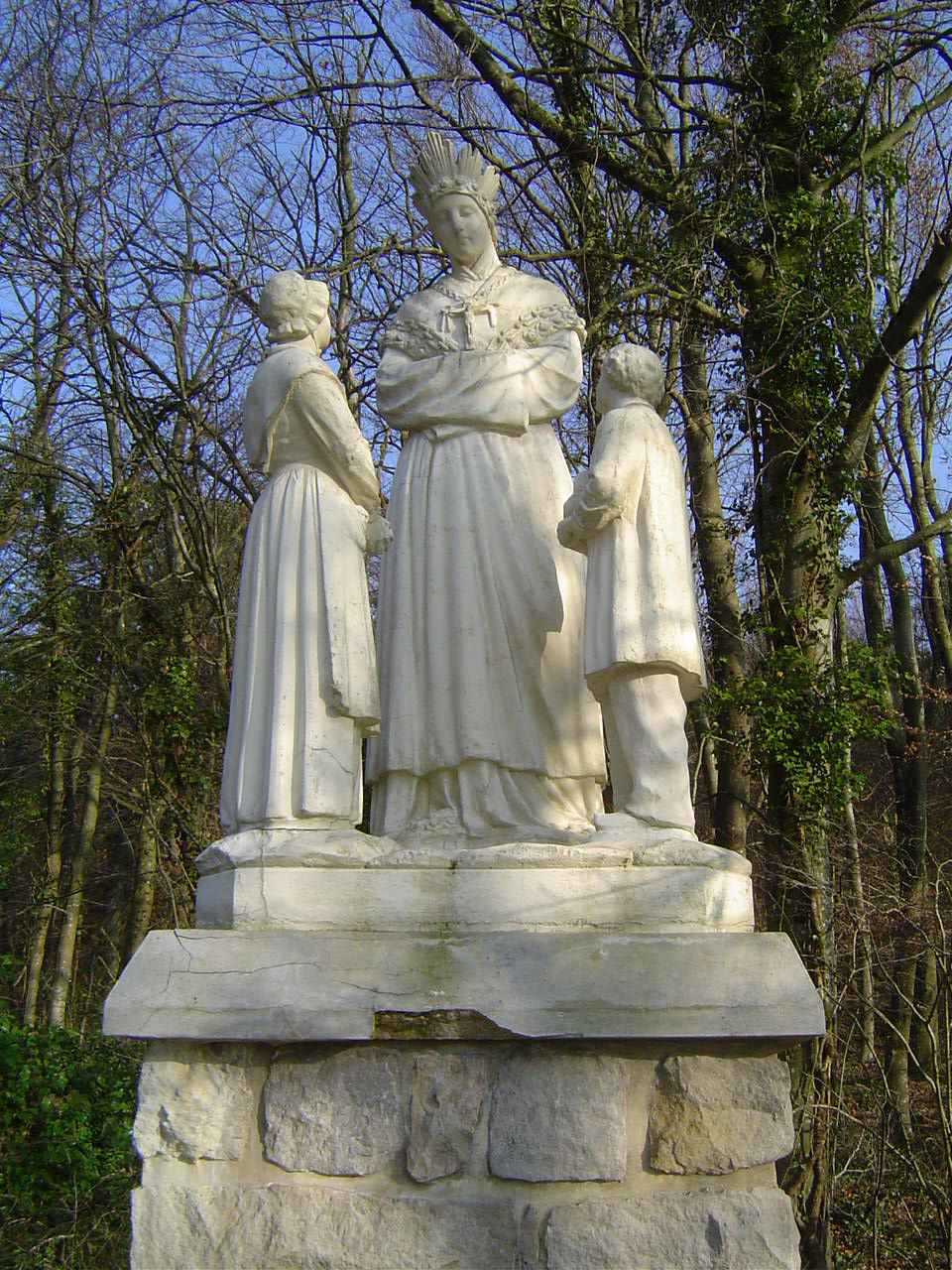
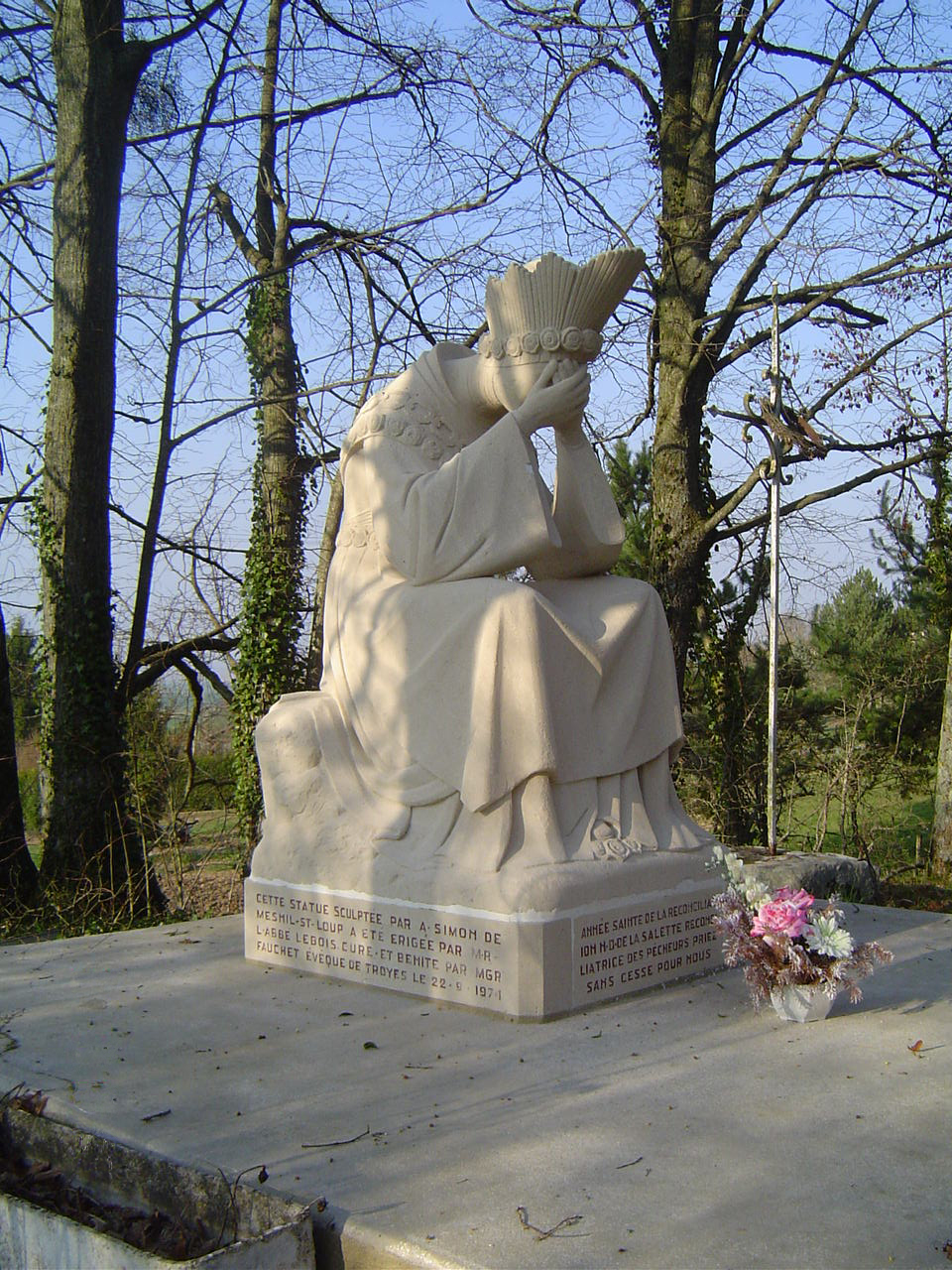

### Personnalités liées à la commune
- Regnaud de Langres, curé de Villadin et ermite de Saint-Flavit. Il fut le principal accusateur de l'évêque Guichard de Troyes sous le règne de Philippe-le-Bel[24].

### Héraldique
| Blason de Villadin | Blason  | Taillé : au 1er de gueules au cruchon d'or, au 2e d'or au rameau de chêne de sinople posé en barre.                                             |
| Blason de Villadin | Détails | Le cruchon évoque la tradition du travail de l'argile au village et le rameau de chêne représente la forêt. Adopté par la municipalité en 2006. |